# Mayking (Kentucky)
Mayking es un lugar designado por el censo ubicado en el condado de Letcher en el estado estadounidense de Kentucky. En el Censo de 2010 tenía una población de 487 habitantes y una densidad poblacional de 120,3 personas por km².

## Geografía
Mayking se encuentra ubicado en las coordenadas 37°8′6″N 82°46′34″O / 37.13500, -82.77611. Según la Oficina del Censo de los Estados Unidos, Mayking tiene una superficie total de 4.05 km², de la cual 3.99 km² corresponden a tierra firme y (1.47%) 0.06 km² es agua.

## Demografía
Según el censo de 2010, había 487 personas residiendo en Mayking. La densidad de población era de 120,3 hab./km². De los 487 habitantes, Mayking estaba compuesto por el 98.77% blancos, el 0.41% eran afroamericanos, el 0% eran amerindios, el 0.82% eran asiáticos, el 0% eran isleños del Pacífico, el 0% eran de otras razas y el 0% pertenecían a dos o más razas. Del total de la población el 1.64% eran hispanos o latinos de cualquier raza.